# Козирщина (Дубенський район)
Кози́рщина — село в Україні, у Бокіймівській сільській громаді Дубенського району Рівненської області. Населення становить 189 осіб.

## Географія
У селі бере початок річка Сосновик.

## Історія
У 1906 році урочище Княгининської волості Дубенського повіту Волинської губернії. Відстань від повітового міста 23 верст, від волості 9. Дворів 1, мешканців 7.
7 (20) листопада 1917 року, відповідно до Третього Універсалу Української Центральної Ради, увійшло до складу Української Народної Республіки.
До 2016 у складі Бокіймівської сільської ради, від 2016 у складі Бокіймівської сільської громади.
12 червня 2020 року, відповідно до розпорядження Кабінету Міністрів України № 722-р від «Про визначення адміністративних центрів та затвердження територій територіальних громад Рівненської області», увійшло до складу Бокіймівської сільської громади.
19 липня 2020 року, в результаті адміністративно-територіальної реформи та ліквідації Млинівського району, село увійшло до складу Дубенського району.

## Населення
Згідно з переписом УРСР 1989 року чисельність наявного населення села становила 285 осіб, з яких 127 чоловіків та 158 жінок.
За переписом населення України 2001 року в селі мешкало 186 осіб. 100 % населення вказало своєю рідною мовою українську мову.

## Відомі люди
Уродженцем села є Дацик Микола Володимирович — хоровий диригент, композитор та педагог, заслужений діяч мистецтв України.